# El Campillo (Valladolid)
El Campillo is een gemeente in de Spaanse provincie Valladolid in de regio Castilië en León met een oppervlakte van 32,84 km². El Campillo telt 217 inwoners (1 januari 2016).

## Demografische ontwikkeling
Bron: INE, 1857-2011: volkstellingen